# Ulises Wensell
Ulises Wensell (Madrid, 1945 - ibíd. 29 de noviembre de 2011) fue un pintor e ilustrador español autodidacta. Ha obtenido numerosos premios por su trabajo: Premio nacional de ilustración (1978), premio Lazarillo (1979) y premio Serra d'Or en España, Owl Prize en Japón (1985) o Janusz Korczak. En 1993 también le fue concedido el Premio de la APIM. Realizó múltiples ilustraciones entre las que podemos destacar las obras de cuentos de Gloria Fuertes, Carmen Conde y Fernando Alonso. El pedagogo de la Universidad Complutense de Madrid, Jaime García Padrino, señaló a su obra en general como "una aportación relevante a la evolución de la literatura infantil dentro de la ilustración".
En 1988 fue seleccionado junto a otros veinticuatro ilustradores de todo el mundo para participar en el 25º aniversario de la Exposición de la Feria de Bolonia. Ese mismo año, en el marco de la feria, obtuvo un diploma de Critici in Erba.